# المجتمع الإسكتلندي في العصور الوسطى

المجتمع الإسكتلندي في العصور الوسطى هو التنظيم الاجتماعي للبلد الذي يعرف اليوم باسم إسكتلندا، في الفترة ما بين رحيل الرومان عن بريطانيا في القرن الخامس، وبدء عصر النهضة في بداية القرن السادس عشر. تعتبر البنية الاجتماعية للمجتمع الإسكتلندي في بدايات العصور الوسطى غامضة إلى حدّ ما، فالمصادر التوثيقية التي تعود إلى هذه الفترة محدودة جدًا. ربما كانت صلة القرابة هي الأساس الذي قام عليه المجتمع الإسكتلندي في العصور الوسطى، وربما كان المجتمع منقسمًا بين ثلاث طبقات، وهي الأرستقراطية الصغيرة، التي كانت أسسها الفكرية مبنية على الحروب، وطبقة واسعة من الرجال الأحرار الذين كان لهم الحق في حمل السلاح وكان لهم تمثيلهم الخاص في القانون، وطبقة كبيرة نسبيًا من العبيد الذين من المحتمل أنهم قد عاشوا على الهامش وكانوا تابعين لأصحابهم.
ظهرت، منذ القرن الثاني عشر، عدة معايير تتيح معرفة طبقات المجتمع بالتفصيل، إذ كان المجتمع الإسكتلندي ينطوي على طبقة تضم الملك ونخبة صغيرة من الحكام، وتحتها طبقة الرجال الأحرار، ومجموعة ضخمة من الأقنان، خاصة في مناطق وسط إسكتلندا. كانت حالة الإقطاع التي فُرضت على البلاد في عهد ديفيد الأول تعني بأن السيادات البارونية قد بدأت تغطي هذا النظام، وأصبح لقبا «إيرل» و«ثين» الإنجليزيان واسعي الانتشار. توضعت تحت طبقة النبلاء، طبقة من المزارعين الذين يملكون مزارع صغيرة، إضافة إلى أعداد متزايدة من رعاة الماشية الذين كانوا يعملون في أراضٍ متواضعة نسبيًا. كان يُنظر إلى القرابة الأبوية والالتزامات الإقطاعية على أنها بمثابة القاعدة التي يُبنى عليها نظام العشائر في منطقة مرتفعات إسكتلندا في تلك الفترة. اعتمد سكان المجتمع الإسكتلندي نظريات طبقات المجتمع الأوروبي في العصر القديم لوصف مجتمعهم، واعتمدوا المصطلحات الإنجليزية للتمييز بين الطبقات الاجتماعية. اختفت القنانة من السجلّات في القرن الرابع عشر، وأصبح للمجموعات الاجتماعية الجديدة التي تنطوي على العمال والحرفيين والتجار أدوار كبيرة في تطوير البلديات الإسكتلندية (البورغات). تسبب ذلك في زيادة التوترات الاجتماعية في المجتمع الحضري، ولكن، وعلى عكس ما حصل في إنجلترا وفرنسا، فقد تراجع مستوى الاضطرابات في المجتمع الريفي الإسكتلندي إذ كانت التغييرات الاقتصادية بسيطة نسبيًا.

## العصور الوسطى المبكرة

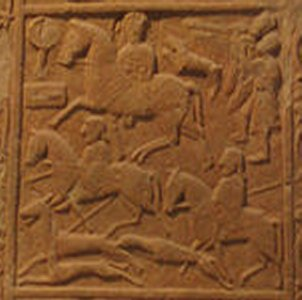
هيلتون أوف كادبول متحف الواجهة الحجرية في اسكتلندا

### القرابة
كانت صلات القرابة، في أوروبا الجرمانية وأوروبا الكلتية في بدايات العصور الوسطى، هي الوحدة الأساسية للتنظيم الاجتماعي، ومن المحتمل أن تكون هذه الصلات هي الوحدة الأساسية للتنظيم الاجتماعي في إسكتلندا في العصور الوسطى المبكرة على حد سواء. استنتج الباحثون أن منظومة نقل النسب في المجتمع البكتيكي كانت منظومة أمومية، ويعود ذلك إلى أمرين اثنين، أولًا: ظهور حالة استخدام العائلات الحاكمة في بيكتيون لنسل الوالدة عند ذكر نسب أبنائها في المصادر اللاحقة، وثانيًا: ظهور عدة قادة في البلاد من خارج العائلة البكتيكية. شكك عدد من المؤرخين بذلك، إذ أشاروا إلى أن الدليل الواضح على المعرفة بالنسب من خلال النسل الذكوري يبين على الأرجح وجود نظام أبوي نموذجي لسلالات مجتمعات الكلتيين، يتشاركون به مع جميع أنحاء بريطانيا الشمالية.

### الهيكل الاجتماعي
تشير الأدلة المتفرقة، بما في ذلك المحفوظات الموجودة في السجلات الإيرلندية والصور المرئية، كرسوم المحاربين المتوضعة على ألواح حجرية بكتيكية في كل من قرية أبيرليمنو، ومنطقة أنغوس، وقرية هيلتون في منطقة إيستر روس في المرتفعات الإسكتلندية، إلى تشكيل الطبقات العليا في مجتمعات شمال بريطانيا وإنجلترا الأنغلوسكسكسونية لنظام ارستقراطي عسكري ترتبط مكانته ارتباطًا وثيقًا بقدراته العسكرية وباستعداده للقتال. يُفترض بأن الطبقة التي كانت تحت الطبقة الأرستقراطية هي طبقة الرجال الأحرار غير النبلاء الذين عملوا في مزارعهم الخاصة الصغيرة، أو في المزارع التي استأجروها. لا توجد الآن أي وثائق للقوانين التي كانت سارية في إسكتلندا في تلك الفترة، ولكن تشير مثل هذه القوانين في أيرلندا وويلز إلى حق الرجال الأحرار في حمل السلاح، وإلى حقهم في الحصول على التمثيل القانوني، وإلى الحق في الحصول على التعويض عن الأقارب المقتولين.

### العبودية
تشير الدلائل إلى وجود أعداد كبيرة نسبيًا من العبيد في مجتمع بريطانيا الشمالية، وغالبًا ما يكون هؤلاء العبيد أسرى حروب أو غارات، ومن الممكن أن يكونوا ضحية عملية بيع وشراء (كما ذكر القديس باتريك عندما تحدث عن تعامل البيكتيكيين مع البريطانيين من جنوب إسكتلندا). يُعتقد بأنّ موضوع امتلاك العبيد في المجتمع الإسكتلندي في العصور الوسطى كان أمرًا شائعًا جدّا، إذ تحوي معظم الأسر الريفية عددًا من العبيد. اندمج العديد من العبيد، الذين أُخذوا من مجتمعاتهم بأعمارٍ صغيرةٍ نسبيًا وكان من الصعب تمييزهم عرقيًا عن أسيادهم، في مجتمعاتهم الجديدة أكثر من مجتمعاتهم الأصلية من ناحيتي الثقافة واللغة. من الممكن أن يكون العبيد قد عاشوا كأحد أفراد أسرة أسيادهم، إذ عاشوا معهم وعملوا إلى جانبهم، دون وجود عوائق الميراث التي تقسم الممتلكات. كان من الشائع أن يكتسب العبيد حريتهم عندما يصلون إلى منتصف أععارهم، وغالبًا ما كان هؤلاء يفضلون الاستمرار بالعمل عند عائلات أسيادهم السابقين.

### الحياة الدينية
أتت معظم الدلائل على الممارسات الدينية التي كانت تمارس في عصر بدايات القرون الوسطى، من الرهبان، وكانت منحازة بشدة تجاه الحياة الرهبانية. يمكن عن طريق هذه الأدلة استيفاء دورة الصلاة اليومية والاحتفال بالقداس التي كانت تقام في تلك الفترة، إضافة إلى الأنشطة الزراعية وأنشطة صيد الأسماك والفقمات في الجزر. كانت الحياة الأدبية تدور حول التأمل في النصوص ونسخ المخطوطات. كان للمكتبات في المجتمعات الرهبانية أهمية كبيرة للغاية. ربما كانت المكتبة التابعة لدير كنيسة لونا استثنائية، لكنها توضح كون الرهبان جزء من التيار الرئيسي للثقافة المسيحية الأوروبية. لم يكن دور الأساقفة ورجال الدين محفوظًا في كتب التاريخ بنفس جودة حفظ دور الرهبان، ولكنه كان على نفس القدر من الأهمية. لعب الأساقفة دورًا في التعامل مع قادة الوحدات السياسية ورجال الدين المعينين ومع الكنائس المقدسة، وكانوا يحملون على عاتقهم مسؤولية إطعام الجياع والفقراء ومساعدة السجناء والأرامل والأيتام. كانت عمليات التعميد وإقامة القداسات الإلهية والدفن من مسؤولية الكهنة، كما أنهم كانوا يقيمون الصلوات على الموتى ويلقون المواعظ. قام الكهنة بمسح المرضى بالزيت، واستحضروا القربان المقدس أمام المحتضرين، وكفروا عن ذنوب المذنبين. كانت الكنائس المحلية منتشرة بشكل واسع، ولكن، نظرًا لكونها مصنوعة –في الغالب- من الخشب، كتلك المكتشفة في بلدة ويثرن، فإنّ الدليل الوحيد الذي يشير إلى هذه الكنائس، والذي بقي حتى يومنا هذا، موجود في أسماء الأماكن التي تحوي على كلمات خاصة بالكنائس مثل (cill, both, accles, anna)، فيما يُشار إلى الكنائس الأخرى بالصلبان الحجرية والمدافن المسيحية. انتشرت هذه الكنائس من الساحل الغربي ومن الجزر المتوضعة هناك إلى المناطق الجنوبية والشرقية، استُبدلت هذه الأبنية فيما بعد بأبنية حجرية.